# Ічнянський район
Ічня́нська ОТГ(до 1934 року І́ченський район) — колишній Ічнянський район, розташований у південно-східній частині Чернігівської області з центром у місті Ічня. Площа — 1,6 тис. км². Населення — 30,2 тис. жителів. 
Внаслідок адміністративної реформи у 2020 увійшов до складу Прилуцького району.

## Географія
Район лежить у межах Придніпровської низовини. Корисні копалини: торф, глина, пісок. Річки — Удай, Остер. Ґрунти чорноземні та підзолисті. Розташований у лісостеповій зоні. Ліси (дуб, береза, осика, сосна) займають 21,4 тис.га.

### Районний центр
Районний центр — м. Ічня. Перші відомості належать до XIV ст. як про невелику фортецю на р. Іченька. Адміністративний центр Ічнянського полку (1648-49 рр.), сотенне містечко (з 1649 р.). Волосний центр (1861 р.). З 1957 року віднесено до категорії міст. Станом на 1 січня 2008 року населення 15.5 тис. чол.

## Історія
Територія сучасної Ічнянщини з ХІ ст. перебувала в межах Переяславського князівства. Значно пізніше землі Ічнянщини увійшли до складу Південної Чернігівщини. Район часто зазнавав вторгнень з боку татар, опір яким чинило місцеве козацтво. Серед їх ватажків найяскравішою постаттю був ічнянський сотник Григорій Стороженко.
За археологічними даними можна судити, що край був заселений у давньокам'яному віці, понад п'ятнадцять тисяч років тому. Також є близько 30 курганів V — І тисячоліть до н. е., декілька городищ і поселень цього періоду біля сіл Городні, Монастирища, Гужівки, Щурівки, Дорогинки, Івангорода, Воронівки, Ольшани, м. Ічні.
Під час визвольної війни 1648–1657 років у складі військ Б.Хмельницького був сформований козацький полк, який, потім у складі двох сотень влився у Прилуцький.
В останній чверті XVIII ст. починається економічне піднесення Ічнянщини. Набуває розвитку винокуріння. В 1780 р. діяло 23 винокурні. На р. Іченці було 6 водяних млинів, працювала цегельня. Розвивалися ремесла. В Ічні налічувалось 78 дворів ремісників, переважно шевці, гончарі, кравці, ткачі, бондарі, ковалі та інші. Щороку відбувалось по три ярмарки, по три базари щотижня. Містечко було відоме як хлібний ринок півдня Чернігівщини. Тут щороку збувалось близько 30 тисяч чвертей хліба (1 чверть — 8 пудів). Продавалась також велика кількість худоби.
Економічному розвитку сприяло прокладання вузькоколійної залізниці Крути-Ічня-Прилуки. 1894 року стала до ладу станція Ічня. На початку ХХ ст. в містечку налічувалось 10 дрібних заводів (винокурних, цегельних, маслоробних та інших), 14 кузень, 109 вітряків.
Напередодні першої світової війни в Ічні було 11 початкових шкіл, у яких навчалось 1150 учнів. Вищих, середніх навчальних закладів, клубів і бібліотек не було.
Ічня здавна славилась як один з осередків художньої кераміки Лівобережної України. Розписні кахлі і посуд вивозили ічнянці на ярмарки в багато губерній. З покоління в покоління передавались вміння і досвід.
Були і досвідчені майстри різьби по дереву брати Григорій та Микола Майстренки їх справу продовжував різьбяр із с. Сваричівки, член Спілки художників України А. Г. Штепа.
У 1959 р. до Ічнянського району приєднана частина ліквідованого Іваницького району.
05.02.1965 Указом Президії Верховної Ради Української РСР передано сільради Ічнянського району: Петрівську — до складу Борзнянського району, Обичівську та Ряшківську — до складу Прилуцького району.

## Економіка

### Промисловість
Переважають підприємства харчової промисловості (найбільші з них: Парафіївський цукровий завод, Ічнянський завод сухого молока та масла, Пелюхівський крохмальний завод, Ічнянський спиртовий завод), молоко-консервний завод. Спеціалізація с/г-землеробство зерново-буряківничого і тваринництво м'ясо-молочного напрямків.
У галузі промислового виробництва діє чотири переробні промислові підприємства, основними з яких є ВАТ «Ічнянський завод сухого молока та масла» та ПАТ «Ічнянський молочно-консервний комбінат». Невеликі обсяги в структурі виробництва промислової продукції району забезпечують два підприємства державної форми власності: Ічнянський спиртовий завод, та Ічнянське хлібоприймальне підприємство. П'яте велике підприємство району ПАТ «Парафіївський цукровий завод» не працює з початку 2010 року. 
Обсяг реалізованої промислової продукції у 2011 році досяг рівня 326 млн грн. Слід зазначити, що промислова продукція реалізується не тільки на ринках України, а й експортується до багатьох країн світу. У 2011 році загальні обсяги експорту досягли 60% від загального обсягу виробленої промислової продукції і склали майже 193 млн грн. або 24 млн дол. США.

### Сільське господарство
Валове виробництво сільськогосподарської продукції у порівняльних цінах у 2011 році склало 145 млн грн. При цьому продукції рослинництва вироблено на 101 млн грн. тваринництва на 44 млн грн. Тож у структурі виробництва продукція рослинництва становить 70% і 30% тваринництво.

#### Рослинництво
Станом на 2012 рік в районі діють шістнадцять великотоварних підприємств що займаються рослинництвом. Посівні площі з року в рік зростають і у 2011 році склали 73 тис. га. В цьому році розорені перелоги у селах Грабів, Буди, Андріївка.
У 2011 році зібраний рекордний урожай зернових за всю історію ічнянського землеробства — 216 000 тонн зерна. Урожайність у середньому склала 45,2 ц/га. А урожайність зернової кукурудзи — 62,7 ц/га, що також є найвищої за всі роки вирощування цієї культури у регіоні.

#### Тваринництво
Протягом останніх років поголів'я ВРХ в сільськогосподарських підприємствах коливається в межах 14-15 тис. голів. У 2011 році — 14 666 голів. Продуктивність корів, кількість яких у 2011 році становила 6136, в 2010 році становила 4473 кг молока на голову. У 2011 році — 4679 кг. М'яса у 2011 році вироблено 2201 тонна. Слід відмітити, що через відсутність у районі м'ясопереробних підприємств ця галузь розвивається без корпоративних програм, стихійно і виробництво залежить від коливань цінової кон'юнктури на ринку м'яса.

### Інвестиції
В основний капітал у 2011 році інвестовано 55 млн грн. А загальний обсяг інвестицій сягає 60 млн грн. і значна їх частина належить сільськогосподарським підприємствам. Серед інвестицій в основний капітал найяскравіші — будівництво першої черги елеватора, а також реформування на заводі «Таропакувальних виробів», що має запрацювати у 2012 році.

## Населення
Розподіл населення за віком та статтю (2001)
| Стать | Всього | До 15 років | 15-24 | 25-44 | 45-64 | 65-85 | Понад 85 |
| --- | ------ | ----------- | ----- | ----- | ----- | ----- | -------- |
| Чоловіки | 18 138 | 3165        | 1970  | 5088  | 4649  | 3153  | 113      |
| Жінки | 22 806 | 3124        | 1931  | 4875  | 5785  | 6465  | 626      |
| \| Статево-вікова піраміда \| Статево-вікова піраміда \| Статево-вікова піраміда \| \| ----------------------- \| ----------------------- \| ----------------------- \| \| Чоловіки \| Вік \| Жінки \| \| 113 \| 85 + \| 626 \| \| 226 \| 80-84 \| 862 \| \| 710 \| 75-79 \| 1980 \| \| 1217 \| 70-74 \| 2221 \| \| 1000 \| 65-69 \| 1402 \| \| 1445 \| 60-64 \| 2200 \| \| 712 \| 55-59 \| 1028 \| \| 1139 \| 50-54 \| 1278 \| \| 1353 \| 45-49 \| 1279 \| \| 1435 \| 40-44 \| 1323 \| \| 1269 \| 35-39 \| 1244 \| \| 1211 \| 30-34 \| 1165 \| \| 1173 \| 25-29 \| 1143 \| \| 938 \| 20-24 \| 949 \| \| 1032 \| 15-20 \| 982 \| \| 1338 \| 10-14 \| 1296 \| \| 1057 \| 5-9 \| 1042 \| \| 770 \| 0-4 \| 786 \| |        |             |       |       |       |       |          |
| Статево-вікова піраміда |        |             |       |       |       |       |          |
| Чоловіки | Вік    | Жінки       |       |       |       |       |          |
| 113 | 85 +   | 626         |       |       |       |       |          |
| 226 | 80-84  | 862         |       |       |       |       |          |
| 710 | 75-79  | 1980        |       |       |       |       |          |
| 1217 | 70-74  | 2221        |       |       |       |       |          |
| 1000 | 65-69  | 1402        |       |       |       |       |          |
| 1445 | 60-64  | 2200        |       |       |       |       |          |
| 712 | 55-59  | 1028        |       |       |       |       |          |
| 1139 | 50-54  | 1278        |       |       |       |       |          |
| 1353 | 45-49  | 1279        |       |       |       |       |          |
| 1435 | 40-44  | 1323        |       |       |       |       |          |
| 1269 | 35-39  | 1244        |       |       |       |       |          |
| 1211 | 30-34  | 1165        |       |       |       |       |          |
| 1173 | 25-29  | 1143        |       |       |       |       |          |
| 938 | 20-24  | 949         |       |       |       |       |          |
| 1032 | 15-20  | 982         |       |       |       |       |          |
| 1338 | 10-14  | 1296        |       |       |       |       |          |
| 1057 | 5-9    | 1042        |       |       |       |       |          |
| 770 | 0-4    | 786         |       |       |       |       |          |

Національний склад населення за даними перепису 2001 року:
| Національність | Кількість осіб | Відсоток |
| -------------- | -------------- | -------- |
| українці       | 39845          | 97,31 %  |
| росіяни        | 912            | 2,23 %   |
| білоруси       | 85             | 0,21 %   |
| молдовани      | 23             | 0,06 %   |
| вірмени        | 15             | 0,04 %   |
| інші           | 65             | 0,16 %   |

Мовний склад населення за даними перепису 2001 року:
| Мова       | Кількість осіб | Відсоток |
| ---------- | -------------- | -------- |
| українська | 40058          | 97,83 %  |
| російська  | 820            | 2,00 %   |
| білоруська | 33             | 0,08 %   |
| молдовська | 10             | 0,02 %   |
| інші       | 24             | 0,06 %   |

### Населені пункти зняті з обліку
- Василівка
- Лозове
- Рими

## Освіта
У районі, станом на 2012 рік функціонує 29 загальноосвітніх закладів у яких навчається 2935 учнів. Район має другий показник в області за охопленням дітей дошкільними закладами. Нині їх кількість — 20. У яких виховується 755 дошкільнят, що становить 63% від загальної кількості дітей дошкільного віку.

## Культура
У районі функціонують 73 заклади культури, естетичне виховання підростаючого покоління забезпечують Ічнянська школа мистецтв з філіями та класами у ряді сіл району, Діють дві музичні школи: у Парафіївці та Ічні. Діють Ічнянський краєзнавчий музей та Іржавецький музей-садиба Л. М. Ревуцького. У 2011 році район відвідало 45 000 туристів. Природно-реакраційний потенціал представлений: Національним історико-культурним заповідником «Качанівка», дендрологічним парком «Тростянець», Ічнянським національним природним парком.

## Політика
25 травня 2014 року відбулися Президентські вибори України. У межах Ічнянського району були створені 44 виборчі дільниці. Явка на виборах складала — 64,72% (проголосували 17 277 із 26 694 виборців). Найбільшу кількість голосів отримав Петро Порошенко — 40,58% (7 011 виборців); Юлія Тимошенко — 26,18% (4 523 виборців), Олег Ляшко — 20,34% (3 515 виборців), Анатолій Гриценко — 5,19% (896 виборців). Решта кандидатів набрали меншу кількість голосів. Кількість недійсних або зіпсованих бюлетенів — 0,80%. 

## Пам'ятки
Найбільш відомі села Тростянець з ландшафтним дендропарком «Тростянець» та Качанівка з держзаповідником «Качанівка». Свого часу Качанівку відвідували Т. Г. Шевченко, М. В. Гоголь, М. І. Глінка, І. Ю. Репін, М. М. Ге, брати В. і К. Маковські, В. Штернберг, Марко Вовчок, П. Куліш, Г. Барвінок, Л. Жемчужников, М. Врубель, С. Гулак-Артемовський, Л. Толстой, В. Забіла, О. Волосков, В. Орловський, Г. Честахівський, М. Костомаров, Д. Яворницький та багато інших людей.
- Національний історико-культурний заповідник «Качанівка»
- Ічнянський національний природний парк (створений Указом Президента України № 464/2004 від 21 квітня 2004 року)

## Видатні люди
Скульптор І. П. Мартос, художник М. М. Ге, письменники Степан Васильченко, Анатолій Дрофань, поети Василь Чумак, Григорій Коваль, Іван Цинковський, Станіслав Шевченко, композитор Левко Ревуцький, академік-художник Петро Баранець, академік НАН України В. М. Геєць, громадський діяч і письменник В. Ф. Шевченко, поет-шістдесятник, колишній політв'язень М. Клочко.